# 新編相模国風土記稿
『新編相模国風土記稿』（しんぺんさがみのくにふどきこう）は、江戸時代に編纂された相模国の地誌。大学頭林述斎（林衡）の建議に基づいて昌平坂学問所地理局が編纂に携わる。天保12年（1841年）成立、全126巻。刊本は『大日本地誌大系』に収録されている。
天保元年（1830年）に完成した『新編武蔵風土記稿』に続いて編纂され、編集方針・形式もそれに準じた形になっている。大量の古文書や古記録を元にし、相模国に所属する郡・村の沿革・地誌を網羅した（三浦郡池子村のみ未掲載）。八王子千人同心千人頭、原胤禄編纂。相模国の郡・村史を研究する上で『皇国地誌残稿』とならぶ重要な文献である。